# Reformierte Kirche Zuoz

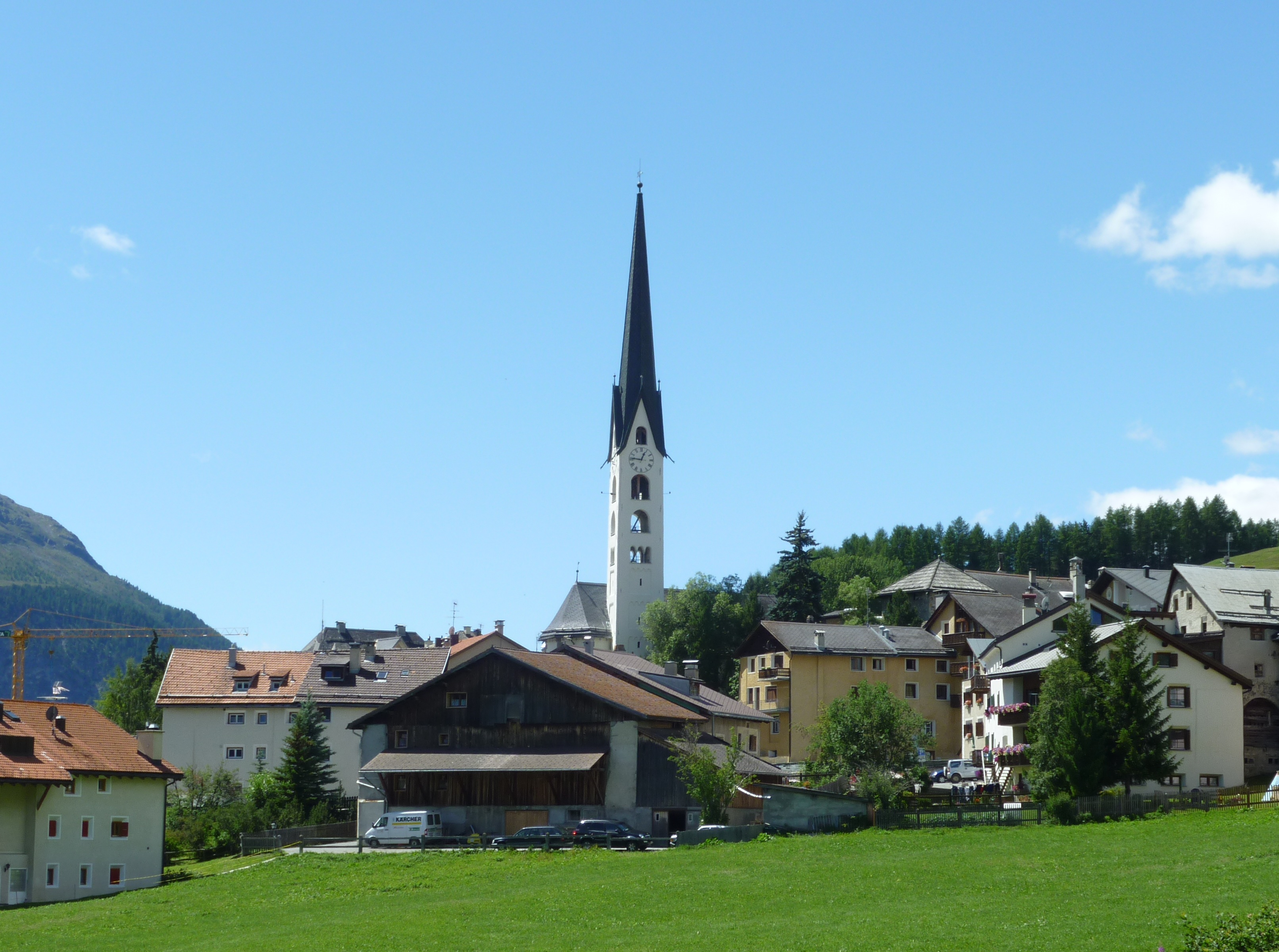
Kirchturm und Dorf Zuoz

Die reformierte Kirche in Zuoz in Graubünden ist ein evangelisch-reformiertes Gotteshaus unter kantonalem Denkmalschutz.

## Geschichte
Neben der Reformierten Kirche in St. Moritz und San Peter in Samedan ist die nach ihrem Namenspatron Luzius von Chur auch San Luzi genannte Kirche eine der drei ältesten Tal- und Taufkirchen des Oberengadins.
Das erste Mal in einer Urkunde bezeugt ist die Kirche im Hochmittelalter in den Gamertinger Urkunden von 1137/1139. Zum romanischen Unterbau aus dem frühen 13. Jahrhundert gehören die Umfassungsmauern des Schiffs. 1507 wurde – wahrscheinlich unter Meister Bernhard von Puschlav – ein neuer Chor in spätgotischem Stil gebaut und das Schiff eingewölbt. Der Chor ist nach Osten gerichtet und ist aus der Schiffsachse leicht nach Süden abgedreht und wirkt darum im Grundriss der Kirche wie der zur Seite fallende Kopf des sterbenden Jesus Christus. Ebenfalls 1507 wurde eine Aufstockung des markant schmalgehaltenen Kirchturms vorgenommen. Weitere Aufstockungen des Kirchturms folgten Ende des 16. Jahrhunderts und im 19. Jahrhundert zur jetzigen Höhe von 67 Metern. 1840 erhielt er eine separate Türe zum Erdgeschoss, welches früher als Beinhaus (Ossarium) diente.
Das Kirchenschiff ist mit 7,40 Metern Länge und 6,20 Metern Breite das grösste im Oberengadin.

## Ausstattung

### Inneres
Der Chor ist mit einem regelmässigen Sterngewölbe bedeckt. Die acht runden Dienste steigen aus dem Chorboden auf und bilden die Sternfiguration mit zwei runden Schlusssteinen, in deren Vertiefung das Haupt Christi und eine vierblättrige Rose abgebildet sind. Das Schiff ist vierjochig und mit einem Netzgewölbe bedeckt. An der nördlichen Chorwand befindet sich ein Wandtabernakel aus dem Jahr 1520. Im Mittelpunkt der Kirche der Abendmahlstisch aus dem 17. Jahrhundert. Im Westen der Kirche steht die 1912 eingebaute Orgelempore.

### Fensterbilder
Die Kirche und besonders der Chorraum zeigen Glasgemälde von Augusto Giacometti (1877–1947), Giuseppe Scartezzini (1895–1967), Gian Casty (1914–1979) und Constant Könz (* 1929 in Zuoz). Die einzelnen Fensterbilder stellen dar:
- im Chorraum:
  - La Spraunza (rätoromanisch im Idiom Puter «Die Hoffnung»), 1929 von Augusto Giacometti[7]
  - La Charited (rätoromanisch im Idiom Puter «Die Nächstenliebe»), 1933 von Augusto Giacometti[8]
  - La Cretta (rätoromanisch im Idiom Puter «Der Glaube»), 1987 von Constant Könz

- im Kirchenschiff
  - Ohne Titel, 2010 von Constant Könz
  - Der Lebensbaum, 2010 von Constant Könz
  - Die drei Könige, 1955 von Gian Casty[9]

- im Oculus über der Orgel
  - La Cretta, 1951 von Giuseppe Scartezzini

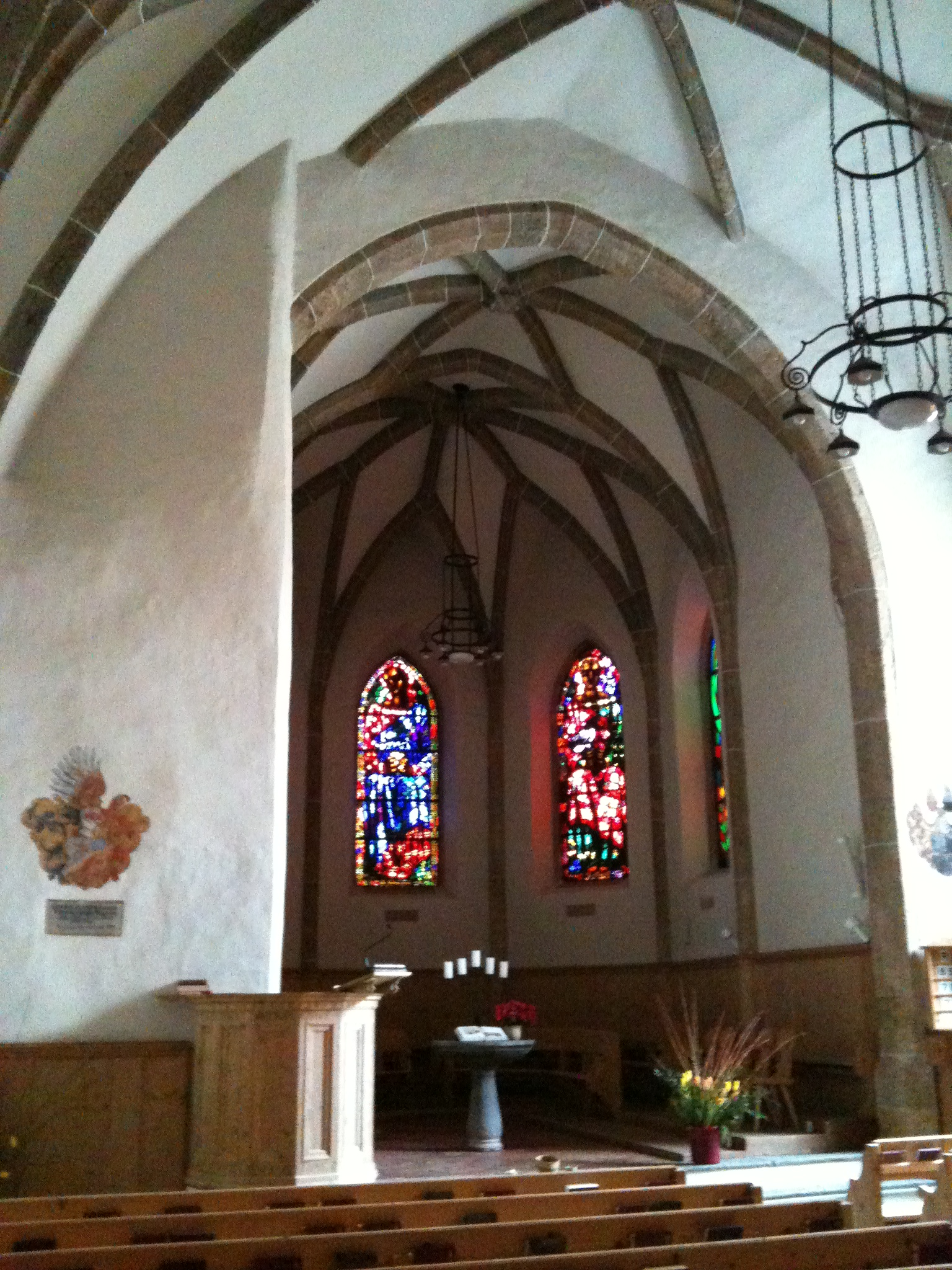
Blick in den Chor
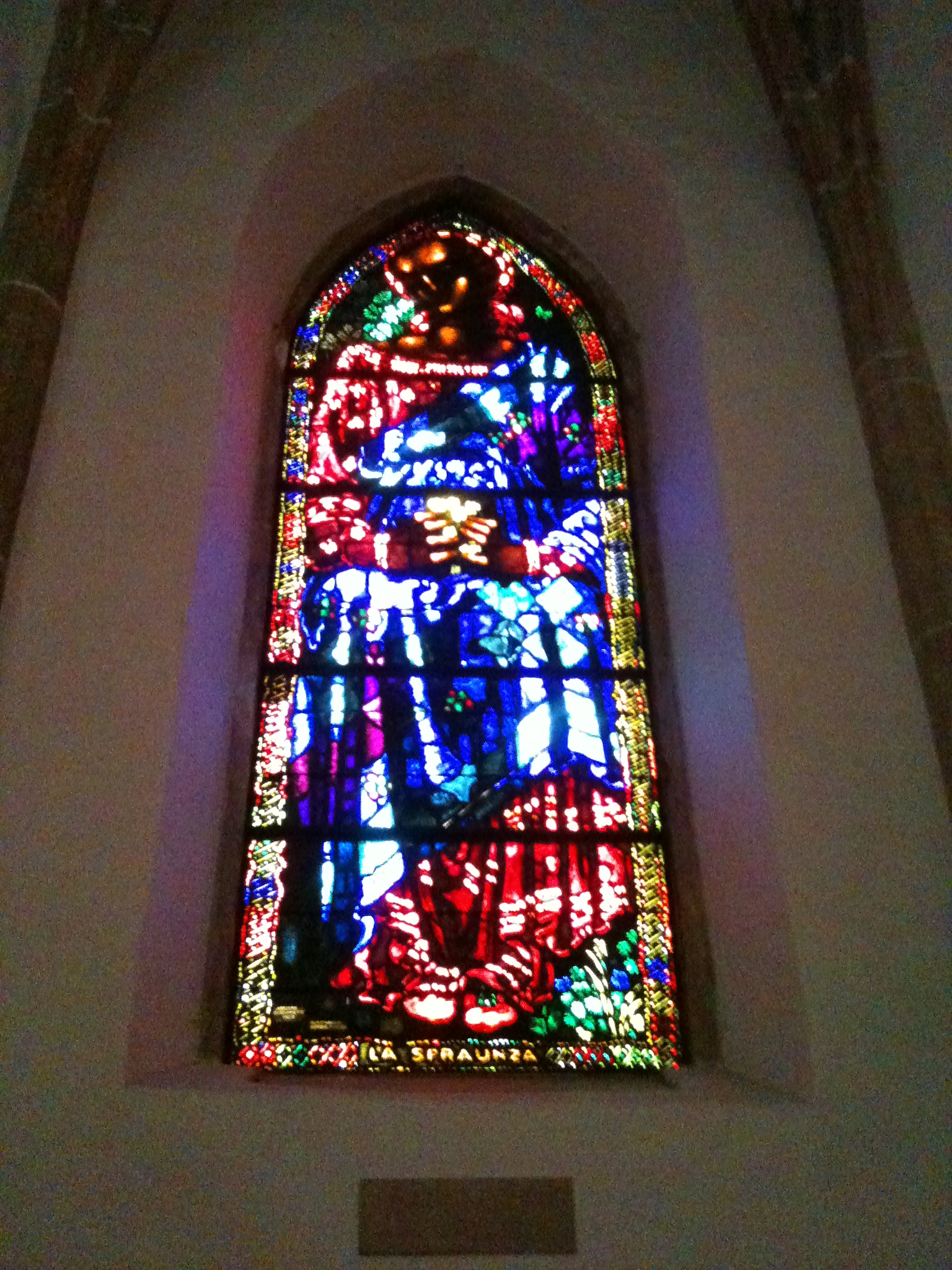
Glasfenster La spraunza
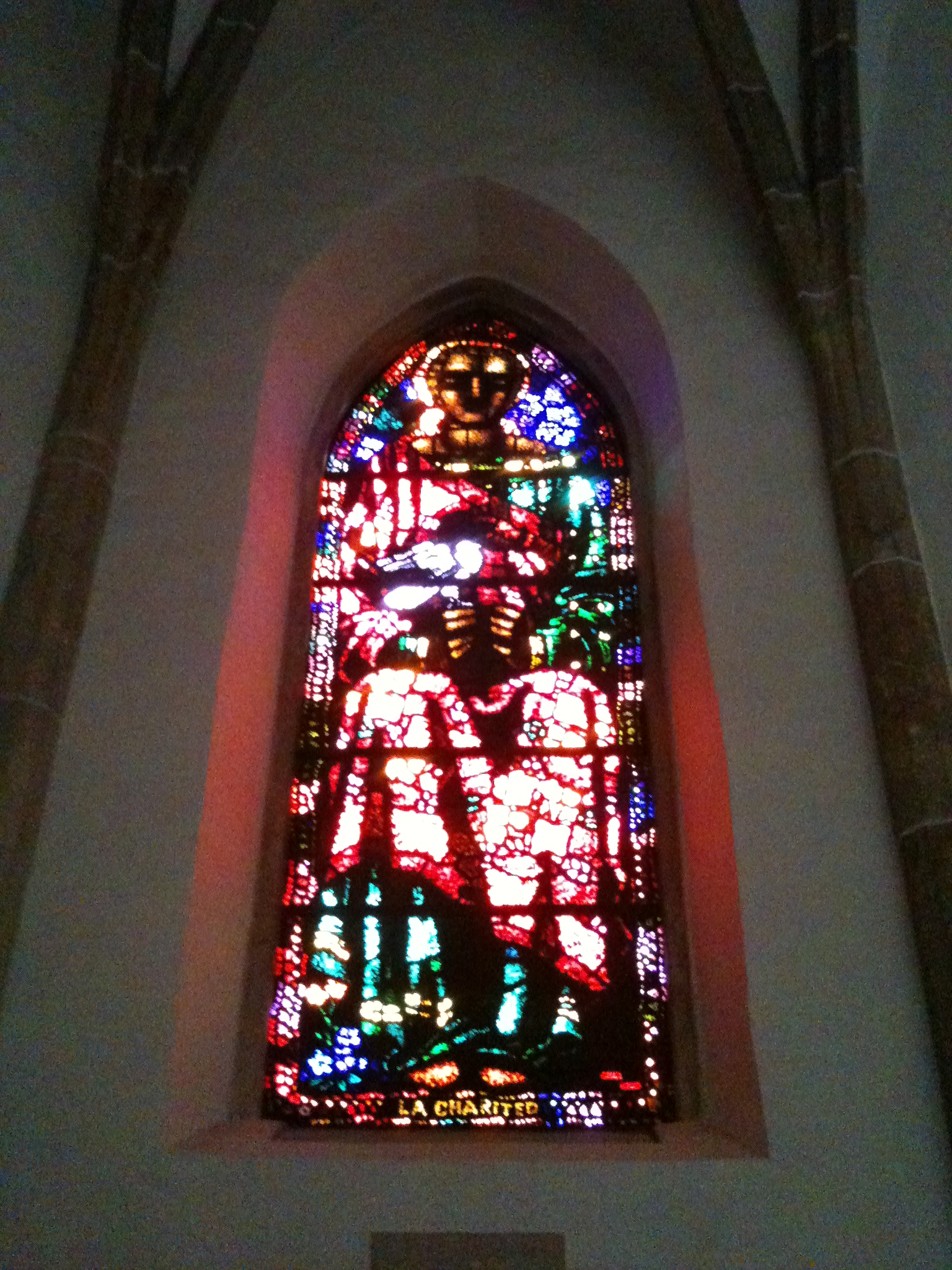
Glasfenster La charited
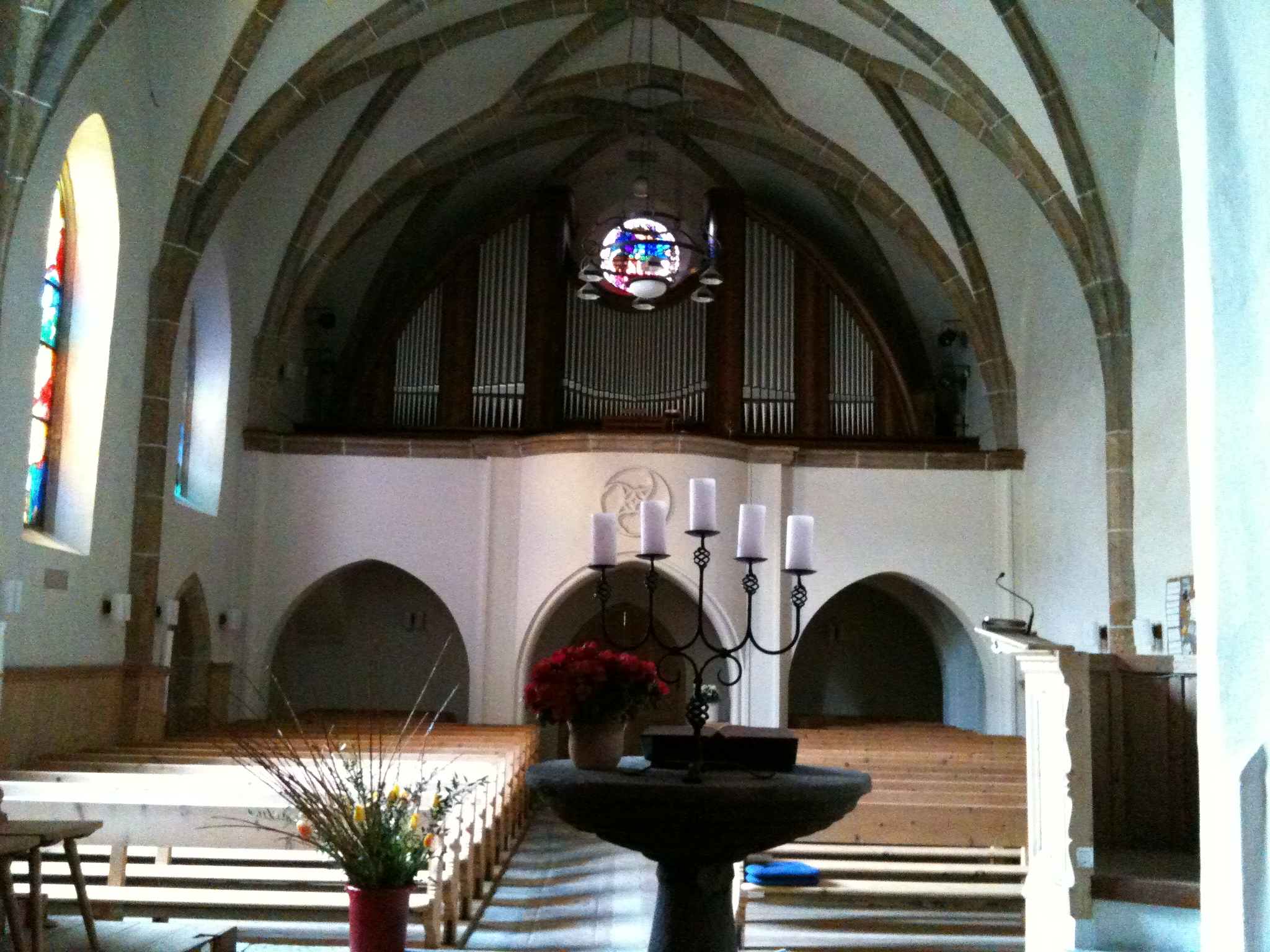
Blick auf die Orgel

### Orgel
Auf der 1912 errichteten Orgelempore erhielt die Kirche im gleichen Jahr eine pneumatische Orgel von Jakob Metzler aus Felsberg. Als beratende Orgelexperten wirkten der Organist der Churer Martinskirche, Karl Köhl und der Organist und Komponist Otto Barblan mit. 1982 erfolgte ein Umbau der Orgel durch den Orgelbauer Hubert Senn, Unterengstringen. Die Orgel wurde elektrifiziert und es wurden neun neue Register eingebaut, vier dieser Register stammen von der alten Orgel in Arosa. Die Orgel hat zwei Manuale, Pedal, 23 Register und eine romantische Disposition.

### Glocken
Im Kirchturm der Zuozer San-Luzi-Kirche hängt ein Glockengeläut von vier Glocken aus drei Jahrhunderten:
| Glocke | Gewicht ca. | Gussjahr | Giesser                  | Schlagton |
| ------ | ----------- | -------- | ------------------------ | --------- |
| 1      | 1100 kg0    | 1793     | Cajetan Soletti, Brescia | d’        |
| 2      | 648 kg      | 1954     | H. Rüetschi AG, Aarau    | fis’      |
| 3      | 460 kg      | 1586     | Jerg Hauser, Sterzing    | a’        |
| 4      | 250 kg      | 1774     | Cajetan Soletti, Brescia | h’        |

## Kirchliche Organisation
Zuoz trat im Jahr 1554 unter Gian Travers und Philipp Gallicius zum evangelischen Glauben über. Erster Pfarrer wurde Ulrich Campell. Die Evangelisch-reformierte Landeskirche Graubünden führte Zuoz (kirchlich mit Madulain fusioniert und mit S-chanf in Pastoriatsgemeinschaft stehend) bis 2016 als eigenständige Kirchgemeinde. Seit 2017 gehört Zuoz zur Evangelisch-reformierten Kirchgemeinde Oberengadin (romanisch: Baselgia evangelica-refurmeda Engiadin’Ota), umgangssprachlich Refurmo genannt.

## Varia
Gemeindestatuten besagten 1666, dass «aus jedem Haus eine Person bei der Predigt anwesend sein musste und zum Mitsingen verpflichtet wurde, ansonsten musste eine Busse von 6 Kreuzern gezahlt werden».